# Генріх Гайнсон
Генріх Гайнсон (нім. Heinrich Heinsohn; 12 лютого 1910, Ротенбург — 6 травня 1943, Атлантичний океан) — німецький офіцер-підводник, корветтен-капітан крігсмаріне.

## Біографія
1 квітня 1932 року вступив на флот. З червня 1939 року — вахтовий офіцер на навчальному кораблі «Сілезія». В липні-грудні 1940 року пройшов курс підводника. З 18 грудня 1940 по 25 квітня 1941 року — командир U-8, з 5 червня 1941 року — U-573, на якому здійснив 4 походи (разом 119 днів у морі). 21 грудня 1941 року потопив норвезький торговий пароплав Hellen водотоннажністю 5289 тонн, навантажений баластом; всі 41 члени екіпажу вціліли. 1 травня 1942 року U-573 був важко пошкоджений глибинними бомбами британського бомбардувальника «Хадсон». 1 член екіпажу загинув, 43 (включаючи Ракі) вціліли. Наступного дня човен прибув в Картахену і був інтернований іспанською владою. В березні 1943 року Гайнсон повернувся в Німеччину. З 30 березня 1943 року — командир U-438. Наступного дня вийшов у свій останній похід. 6 травня U-438 був потоплений в Північній Атлантиці північно-східніше Ньюфаундленда (52°00′ пн. ш. 45°10′ зх. д.) глибинними бомбами британського шлюпа «Пелікан». Всі 48 членів екіпажу загинули.

## Звання
- Кандидат в офіцери (1 квітня 1932)
- Морський кадет (4 листопада 1932)
- Фенріх-цур-зее (1 січня 1934)
- Оберфенріх-цур-зее (1 вересня 1935)
- Лейтенант-цур-зее (1 січня 1936)
- Оберлейтенант-цур-зее (1 жовтня 1937)
- Капітан-лейтенант (1 листопада 1939)
- Корветтен-капітан (1 травня 1943, посмертно)

## Нагороди
- Медаль «За вислугу років у Вермахті» 4-го класу (4 роки)